# 홍승효
홍승효(1989년 11월 12일 ~ )는 대한민국의 성우로, 2018년 CJ ENM 성우극회로 공채 10기로 입사했다.

## 출연작

### 애니메이션
- 나루토 질풍전
- 디지몬 고스트 게임 (재능TV) - 은성일, 스컬그레이몬, 레어레어몬, 플레이위자몬, 오보로몬(록), 옥토몬 2, 바알몬
- 로봇트레인 - 모스
- 미피의 모험(2018)
- 베이블레이드 버스트
- 신비아파트: 고스트볼X의 탄생 두 번째 이야기 - 입질쟁이, 지네귀신
- 신비아파트 고스트볼 더블X - 적목귀, 적슬렌더
- 신비아파트 고스트볼Z - 바람 적목귀, 번개바람 적당목귀
- 신비아파트 고스트볼 ZERO: 두 번째 이야기 - 홍근
- 신비아파트 극장판
  - 신비아파트: 금빛 도깨비와 비밀의 동굴 - 아저씨 1
  - 극장판 신비아파트: 하늘도깨비 대 요르문간드
- 요괴워치 - 드루와
  - 극장판 요괴워치: 섀도우 사이드 도깨비 왕의 부활 - 비밀수법사, 도영 아버지
- 도깨비언덕에 왜 왔니? - 거인 앵앵, 곤
- 유레카! 발명왕 키트
- 조조조 좀비군(조조좀비) - 하수도 좀비 등
- 짱구는 못말려 18기 - 수면제
  - 극장판 짱구는 못말려: 아뵤! 쿵후보이즈 ~라면 대란~ - 말랑말랑 요정
  - 짱구는 못말려 극장판: 신혼여행 허리케인 ~사라진 아빠~ - 불도저 조니, 장수풍뎅이 가면
- 헬로 카봇 쌈바 (SBS) - 도저
- 다이노 파워즈 (KBS) - 부트
- 베리베리 뮤우뮤우 뉴 (KBS Kids) - 백은우
- 소스리아 - 만능소스 선생님
- 안녕! 보노보노 (투니버스) - 도리도리 아빠, 할아버지
- 파워레인저 젠카이저 (대원방송) - 할로윈 월드, 다이아몬드 월드
- 파워레인저 돈브라더즈 (대원방송) - 가온, 공수재, 흑곰, 부장, 문일평, 장대풍, 게이머, 표두호, 정양은, 신경민, 김은호, 대식가
- SPY×FAMILY (애니플러스) - 프랭키 프랭클린
  - 극장판 SPY×FAMILY CODE: White - 프랭키 프랭클린
- 프린세스 바리 (MBC) - 하루방
- 차징 탑스피너 (MBC) - 사회자
- 퇴마록 - 장 호법

### 외화
- 무파사: 라이온 킹 - 자주
- 백설공주 - 부끄럼(타이터스 버지스)

### 특촬물
- 퓨어엔젤 미라클 매직 (투니버스) - 피치 아빠
- 미라클 멜로디 (투니버스) - 바바라, 사노